# 行政庁 (バチカン)
行政庁（ぎょうせいちょう、イタリア語: Governatorato dello Stato della Città del Vaticano）は、バチカン市国の最高行政機関。教皇の名の下で行政権を行使する。全ての行政庁長官は全て枢機卿である。

## 概要
行政庁長官の前身となるバチカン市国知事職は1929年のラテラノ条約によって創設され、カミッロ・セラフィーニ侯爵は自身が亡くなる1952年まで知事職を保持していた。すでに1939年にバチカン市国委員会を設置しており、基本法を改正することなく、既に教皇の名において、行政府を統括する任務を負っていたため、知事の地位は1990年まで空席のままであった。1990年の廃止以降は委員長が事務総長の補佐を受けて行政権を行使するようになった。サン・ピエトロ大聖堂などの整備や文化財の保全は、芸術保護常設委員会を通じて、長官が監督する。
附属機関
- 治安・国民保護総局: 治安管理及び国民情報の調整を行う。主に憲兵隊（英語版）の司令官が管理責任を負う。
- 法務局: 文学的財産および産業財産の登録簿の管理、登録された公的文書の確証の実施。
- 人事局: 政府機関による市国職員の管理を支援し、求められた意見を表明した上で関連する提案を作成する。外部労働者の使用の必要性と適切性を検証
- 保健衛生局: 市国民の健康管理を含む公衆衛生と衛生の保護を行う。国内唯一の薬局であるバチカン薬局（英語版）は保健衛生局の監督の下で、医薬品の供給を行っている。

## 一覧

### 行政庁長官
1990年以降は市国委員会委員長が兼任することとなっている。
| 代   | 委員長 | 氏名 (生没年)                                   | 在任期間                        | 教皇                  |
| ---- | ------ | ----------------------------------------------- | ------------------------------- | --------------------- |
| 1    |        | ニコラ・カナーリ (1874–1961)                    | 1939年3月20日 - 1961年8月3日    | ピウス12世 ヨハネ23世 |
| 暫定 |        | アルベルト・ディ・ジョリオ (1884–1979)          | 1961年8月14日 - 1968年11月4日   | パウロ6世             |
| 暫定 |        | セルジオ・ゲッリ (1884–1979)                    | 1968年11月4日 - 1981年9月26日   | ヨハネ・パウロ1世     |
| 2    |        | ホセ・ロサリヨ・ カスティリョ・ララ (1922–2007) | 1990年10月31日 - 1997年10月14日 | ヨハネ・パウロ1世     |
| 3    |        | エドムンド・カシミール・ショーカ (1927–2014)    | 1997年10月14日 - 2006年9月15日  | ヨハネ・パウロ1世     |
| 4    |        | ジョヴァンニ・ラヨロ (1935–)                    | 2006年9月15日 - 2011年10月1日   | ベネディクト16世      |
| 5    |        | ジュゼッペ・ベルテッロ (1942–)                  | 2011年10月1日 - 2021年10月1日   | ベネディクト16世      |
| 6    |        | フェルナンド・ベルゲス・アルザガ                | 2021年10月1日 - 2025年3月1日    | フランシスコ          |
| 7    |        | ラファエラ・ペトリーニ                          | 2025年3月1日 - 2025年4月21日    | フランシスコ          |

### 行政事務局長
バチカンの行政府を代表する第2位の官職である。
- ブルーノ・ベルターニャ（英語版）（1990年-1994年）
- ジャンニ・ダンジ（英語版）（1994年-2005年）
- レナート・ボッカルド（英語版）（2005年-2009年）
- カルロ・マリア・ビガノ（2009年-2011年）
- ジュゼッペ・シャッカ（英語版）（2011年-2013年）
- フェルナンド・ベリゲス・アルザガ（英語版）（2013年-2021年）
- ラファエラ・ペトリーニ（英語版）[注 2]（2021年-現職）